# Trädgårdskorsört
Trädgårdskorsört (Senecio elegans) är en växtart i familjen korgblommiga växter.
Denna håriga, föga frosthärdiga ört, är ettårig och härstammar från Sydafrika. Den har ett upprätt och väl förgrenat växtsätt och bli ca 60 cm hög. Växtens bladverk är brokigt samt mörkgrönt och de upp till 8 cm långa bladen kan vara både parflikiga och hela. Trädgårdskorsörten blommar i sitt hemland från vår till sommar men i Sverige blommar den under högsommaren. Den bär toppställda purpurfärgade korgar med klargul mitt i mängd. Tål mycket torra jordar och trivs i full sol.
Förökning genom frön på hösten.